# Smyrna
Smyrna (turecky İzmir, starořecky Σμύρνη, Smyrné) je město v západním Turecku, na pobřeží Egejského moře. Ve městě žije přibližně 2,95 milionu obyvatel a je správním střediskem provincie İzmir.

## Historie
Smyrna je jedno z nejstarších středomořských měst. Bylo založeno ve třetím tisíciletí př. n. l. a už v té době bylo jedním z center kultury na anatolském poloostrově. V období okolo roku 1500 př. n. l. se dostalo pod vliv chetitské říše. V prvním tisíciletí př. n. l. se začali do Smyrny stěhovat Řekové, z této doby se dochovala keramická a hrnčířská díla. Řekové opředli město mnohými pověstmi. Za dob iónské kultury byla Smyrna velmi důležitým přístavem a získala si zpět svoji slávu. Město leželo na podkovovitém poloostrově, obklopeno hradbami až osmnáct metrů vysokými. Síť domů a ulic byla čtyřúhelníková, ale velká část obyvatelstva žila v domech mimo vlastní opevněný areál města. Sláva města trvala jen do doby, než město spadlo pod vliv Lýdie a perské říše, kdy se z něj stala časem zapomenutá malá vesnice. V časech Alexandra Velikého bylo vybudováno město znovu, na svazích hory Kadifekale (Pagos). Po ustanovení římské vlády, v prvních stoletích našeho letopočtu začala další éra Smyrny jako významného města, Smyrna se dokonce stala prvním křesťanským městem, kterým zůstala až do roku 1415, kdy byla dobyta osmanskou říší a křesťanství oficiálně vystřídáno islámem. V samotné Smyrně ale zůstalo početné řecké pravoslavné obyvatelstvo. Před první světovou válkou představovali Řekové polovinu z asi 300 000 obyvatel města. Roku 1919 město obsadila řecká armáda a mělo být na základě Sèvreské mírové smlouvy s velkou částí západní Anatolie přičleněno k Řecku. Řecké tažení však bylo v létě 1922 obráceno na ústup a v září téhož roku vstoupila do města turecká armáda. Město zčásti lehlo popelem a na 200 000 Řeků z obavy o svůj osud uprchlo do Řecka. Mnozí se usadili v Aténách, kde založili čtvrť nazvanou Nea Smyrni (Νέα Σμύρνη), tj. „Nová Smyrna“. Smyrna, od té doby zvaná İzmir, zůstala součástí Turecka.

## Současnost
Dnes je město vyhledávaným turistickým cílem s mnoha památkami (mešity ze 16. a 17. století). Centrum města žije západním způsobem života[zdroj?]. Město má i svoje muzeum a univerzitu.

## Památky a turistické cíle
- Agora - antické řecké shromaždiště se sloupy
- Kadifekale (řecky Pagus) - hrad
- Kemeraltı - bazar a Hisarova mešita
- Balçova - termální lázně
- Belkahve
- Asansör
- Teleferik - lanovka
- Kültürpark
- Kolosální hlava prezidenta Atatürka, vytesaná ve skále

### V okolí
- Efez
- Meryemana evi (turecky) - Úmrtní dům Panny Marie
- Pergamon (Bergama)
- Fókaia - antické město

## Osobnosti
- Šabtaj Cvi
- Polykarp ze Smyrny
- Svatý Pionius
- Papias
- Aristoteles Onassis
- Fülane Hatun
- Konstantinos Despotopoulos
- Georgios Orphanidis

## Partnerská města
- Baku, Ázerbájdžán (1985)
- Bălți, Moldavsko (1996)
- Biškek, Kyrgyzstán (1991)
- Bombaj, Indie (1997)
- Brémy, Německo (1993)
- Buchara, Uzbekistán (1992)
- Constanța, Rumunsko (1995)
- Famagusta, Kypr (1997)
- Havana, Kuba (1996))
- Mostar, Bosna a Hercegovina (1996)
- Nikósie, Kypr (2019)
- Odense, Dánsko (1991)
- São Paulo, Brazílie (2015)
- Sia-men, Čína (2014)
- Súsa, Tunisko (2002)
- Tampa, Spojené státy americké (1990)
- Tel Aviv, Izrael (1996)
- Tchien-ťin, Čína (1990)
- Türkmenabat, Turkmenistán (1994)
- Volgograd, Rusko (2006)
- Wu-chan, Čína (2013)